# アブラナ科
アブラナ科（アブラナか、Brassicaceae）はアブラナ目に属する科の一つ。4枚の花弁が十字架のように見えることから、昔は十字花科（Cruciferae）とも呼ばれていた。APG植物分類体系では、すべての植物の科名が典型属に由来するものに改められたため、アブラナ属 Brassica に由来するものになっているが、旧学名も保留名として認められており、最新の書籍でも新名と保留名が併記されていることが多い。
十字架状の花弁と、細長い（種によっては扁平なうちわ型の）角果が特徴。ワサビやキャベツ、ダイコンなどのように、野菜あるいは香辛料として利用されるものを含む。またシロイヌナズナはモデル生物として有名である。
アブラナ科はフウチョウソウ科と近縁であり、APG植物分類体系（第2版まで）ではこれも（グループ内の詳細な関係が不明だったため、暫定的に）アブラナ科に含めていた。APG植物分類体系第3版では再び分離している。

## 成分
篩部に「ミロシン細胞」という特殊な細胞があり、柔細胞にはカラシ油配糖体を含むのも大きな特徴である（近縁のフウチョウソウ科やワサビノキ科も含む）。植物体が傷つくとミロシン細胞内の酵素（ミロシナーゼ）が配糖体を加水分解してイソチオシアン酸アリルを遊離する。この物質がからしやワサビ、大根おろしなどに特有のツンとした辛味の成分であり、昆虫などの草食動物による食害から防御する手段である。
アブラナ科の野菜にはがん予防効果があるといわれており、アブラナ科のイソチオシアネートの効果とも、イソチオシアン酸の誘導体が肝臓で抱合反応などによって解毒する作用を持っている酵素に働きかけるためだともいわれている。スルフォラファンはイソチオシアネートの一種でアブラナ科野菜の中でもブロッコリーに含まれ、がん予防効果があるとされている。
総野菜・総果物摂取量全体では、乳がん発生との関連は観察されなかったが、閉経前の女性では、「アブラナ科野菜」の摂取量が高いほど、乳がんになりにくいとの報告がある。
アブラナ科の植物には抗変異原性があるものが多い。
S-メチルシステインスルフォキシド（S-methylcysteine sulfoxide）を含み、反芻動物の腸内での化学反応の結果、ジメチルジスルフィド（dimethyl disulfide）へと変化し、牛や羊などで溶血性貧血を起す。
かつて、アブラナ科の植物はデザイナーフーズ計画のピラミッドで2群に属しており、2群の中でも最下位に属するが、癌予防効果のある食材であると位置づけられていた。

## 分類
25連 (分類学)に338属が属する。
- Aethionemeae Al-Shehbaz, Beilstein & E.A. Kellogg - 2属、中東から東欧
  - タイリンミヤコナズナ属 Aethionema - 56種
  - Moriera - 1種
- Camelineae DC. - 12属240種
  - シロイヌナズナ属 Arabidopsis - シロイヌナズナ
  - アマナズナ属 Camelina
  - ナズナ属 Capsella - ナズナ
- Boechereae Al-Shehbaz, Beilstein & E.A. Kellogg - 7属110種、北米
- Halimolobeae Al-Shehbaz, Beilstein & E.A. Kellogg - 7属40種、北米から南米
- Physarieae B.L. Rob. - 7属150種、主に北米
- Cardamineae Dumort. - 10属340種
  - タネツケバナ属 Cardamine - タネツケバナ・ジャニンジン・ヒメタネツケバナ
  - セイヨウワサビ属 Armoracia - ホースラディッシュ
  - ヤマガラシ属 Barbarea - ヤマガラシ・ハルザキヤマガラシ
  - オランダガラシ属 Nasturtium - オランダガラシ
  - イヌガラシ属 Rorippa - イヌガラシ・スカシタゴボウ・ミチバタガラシ R. dubia
- Lepidieae DC. - 5属240種
  - マメグンバイナズナ属 Lepidium - ヒメグンバイナズナ・マカ・コシミノナズナ・コショウソウ・マメグンバイナズナ
  - カラクサナズナ属 Coronopus - カラクサナズナ・ハマガラシ（ヤンバルガラシ） C. integrifolis
- Descurainieae Al-Shehbaz, Beilstein & E.A. Kellogg - 6属60種
  - クジラグサ属 Descurainia
- Smelowskieae Al-Shehbaz, Beilstein & E.A. Kellogg - 1属
  - Smelowskia - 25種
- Alysseae DC. -
  - ミヤマナズナ属 Alyssum
  - イワナズナ属 Aurinia - イワナズナ A. saxatilis
  - ニワナズナ属 Lobularia - ニワナズナ
- Schizopetaleae R.Br. in Barneoud - 20属230種
- Sisymbrieae DC.
  - キバナハタザオ属 Sisymbrium - ホソエガラシ S. irio ・ホコバガラシ S. loeselii ・キバナハタザオ S. luteum ・カキネガラシ S. officinale ・イヌカキネガラシ S. orientale
- Brassiceae DC. - 46属230種
  - アブラナ属 Brassica - カラシナ・クロガラシ・ハボタン・キャベツ・ブロッコリー・チンゲンサイ・ミズナ・カブ等
  - エダウチナズナ属 Diplotaxis - セルバチコ（ワイルドロケット） D. muralis
  - キバナスズシロ属 Eruca - ルッコラ
  - ダイコン属 Raphanus - ダイコン
  - ダイコンモドキ属 Hirschfeldia - アレチガラシ H. incana
  - シロガラシ属 Sinapis - シロガラシ
  - ミヤガラシ属 Rapistrum - ミヤガラシ R. rugosum
  - オオアラセイトウ属 Orychophragmus - オオアラセイトウ
- Isatideae DC.
  - タイセイ属 Isatis
- Eutremeae Al-Shehbaz, Beilstein & E.A. Kellogg
  - ワサビ属 Eutrema - ワサビ
- Thlaspideae DC. - 7属26種、欧州・東南アジア
  - グンバイナズナ属 Thlaspi - グンバイナズナ
- Arabideae DC. - 6属460種
  - ヤマハタザオ属 Arabis - ヤマハタザオ
  - ムラサキナズナ属 Aubrieta
  - イヌナズナ属 Draba - ナンブイヌナズナ・ハリイヌナズナ D. aizoidas ・イヌナズナ D. nemorosa
  - ハクセンナズナ属 Macropodium - ハクセンナズナ
- Noccaeeae Al-Shehbaz, Beilstein & E.A. Kellogg - 3属85種
  - タカネグンバイ属 Noccaea
- Iberideae Webb & Berthel. - 1属、主に欧州
  - マガリバナ属 Iberis - マガリバナ I. amara ・トキワマガリバナ I. sempervirens ・イロマガリバナ I. umbellata
- Cochlearieae Buchenau - 1属、ユーラシアから北米
  - トモシリソウ属 Cochlearia - Cochlearia acaulis (syn. Ionopsidium acaule)
- Heliophileae DC. - 南アフリカ
- Euclidieae DC. - 25属150種
  - ヒメアラセイトウ属 Malcolmia - バージニアストック
- Anchonieae DC. - 12属130種
  - アラセイトウ属 Matthiola - アラセイトウ
- Hesperideae Prantl in Engler & Prantl - 1属、中東から東欧
  - ハナダイコン属 Hesperis - ハナダイコン
- Chorisporeae Ledeb., C.A. Mey. & Bunge - 2属12種
  - ツノミナズナ属 Chorispora
- Incertae sedis
  - ゴウダソウ属 Lunaria - ゴウダソウ L. annua